# ريبيكا كالارد
ريبيكا كالارد (بالإنجليزية: Rebecca Callard)‏ هي ممثلة بريطانية، ولدت في 1977 في Dewsbury ‏ في المملكة المتحدة.

## وصلات خارجية
- ريبيكا كالارد على موقع IMDb (الإنجليزية)
- ريبيكا كالارد على موقع قاعدة بيانات الفيلم (الإنجليزية)